# Cultura Folsom

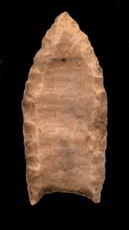
Uma ponta de lança Folsom aproximadamente em tamanho real.

A Cultura Folsom é o dado o nome pelos arqueólogos para especificar a cultura arqueológica do Paleoamericano que ocupava principalmente o centro da América do Norte. O termo foi usado pela primeira vez em 1927 por Jesse Dade Figgins, diretor do Museu de História Natural do Colorado. As descobertas no sítio de Folsom foram chamadas de "a descoberta que mudou a arqueologia americana".

As numerosas culturas dos Paleoamericanos que ocupavam a América do Norte, com algumas restrições para as Grandes Planícies e Grandes Lagos dos Estados Unidos e do Canadá atuais como as áreas de oeste e sudeste.